# Seznam slovenskih obramboslovcev
Seznam slovenskih obramboslovcev.

## A
- Vojko Adamič

## B
- Anton Bebler
- Miloš Bizjak
- Liliana Brožič

## C
- Marjan Cencen

## Č
- Tomaž Čas
- Damir Črnčec

## D
- Darja Daniels Škodnik
- Nataša Dolenc
- Ljubo Dražnik
- Lara Iva Dreu?

## Đ
- Anđela Đorđević?

## E
- Alenka Ermenc

## F
- Marjan Fekonja
- Bogomil Ferfila
- Gašper Ferme

## G
- Maja Garb
- Nina Geč
- Teodor Geršak
- (Karlo Gorinšek)
- Anton Grizold
- Klemen Grošelj
- Jože Grozde

## H
- Ivan Hočevar (obramboslovec)

## J
- Janez Janša
- Alojz Jehart
- Ljubica Jelušič
- Jelena Juvan

## K
- Jelko Kacin
- Zoran Klemenčič
- Boris Knific
- Lado Kocijan
- Klemen Kocjančič
- Stanko Kodrin
- Marjan Kolenc
- Erik Kopač
- Igor Kotnik
- Alojz Kovšca
- Viktor Kranjc
- Uroš Krek (obramboslovec)
- Tomaž Kučič
- Boštjan Kurent

## L
- Borivoj Lah (1915-2009)?
- Damjan Lajh
- Uroš Lampret
- Herman Lešnik (1937-)
- Borut Likar
- Ladislav Lipič
- Dimitrij Lokovšek
- Darko Lubi (1960-2013)

## M
- Marjan Malešič
- Dorijan Maršič
- Dragutin Mate
- Aleš Mišmaš

## P
- Tatjana Pečnik
- Mojca Pešec
- Samo Petančič
- Alenka Petek (častnica)
- Iztok Podbregar
- Bojan Potočnik
- Janko Požežnik
- Vladimir Prebilič
- Iztok Prezelj
- Adam Purg

## R
- Jože Ranzinger
- Denis Risman
- Teodora Tea Ristevska
- Boris Rutar

## S
- Ivo Samec?
- Matej Seljak
- Janez Sodržnik
- Slavko Soršak
- Uroš Svete

## Š
- Primož Šavc
- Maja Škafar?
- Miha Šlebir
- Tine Šteger

## T
- Blaž Torkar
- Anton Tovornik

## V
- Igor Vah
- Vinko Vegič
- Gorazd Vidrih
- Vlasta Vivod
- Janja Vuga Beršnak

## Z
- Srečko Zajc
- Peter Zakrajšek
- Luka Zalokar
- Alojz Završnik
- Bogdan Zupan?
- Rok Zupančič

## Ž
- Anton Žabkar
- Roland Žel?
- Boris Žnidarič
- Franci Žnidaršič